# Norapat
Norapat là một đô thị thuộc tỉnh Armavir, Armenia. Dân số ước tính năm 2011 là 2518 người.